# عمجة زاده كوبريللي حسين باشا
عمجة زاده كوبريللي حسين باشا (بالتركية: Köprülü Amcazade Hacı Hüseyin Paşa)‏ كان الصدر الأعظم للدولة العثمانية في الفترة ما بين  (17 سبتمبر 1697م) حتى  (4 سبتمبر 1702م).   تولى منصب قبطان باشا البحرية العثمانية (أدميرال). تُوفي في 1702م،  بمدينة سيليفري.

## أنظر أيضا
- قائمة قباطين البحر العثمانيين.
- قائمة الصدور العظام للدولة العثمانية.